# Графопобудовник

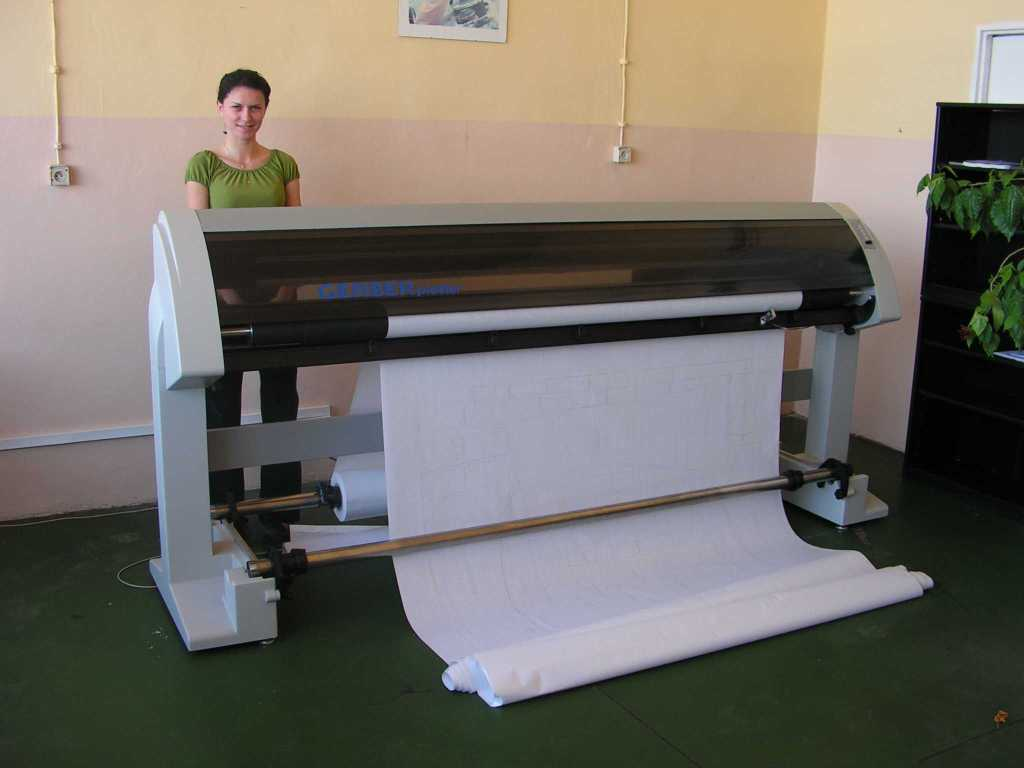
Промисловий струменевий графобудівник

Графопобудо́вник, графобудівни́к, пло́тер (англ. plotter) — пристрій, призначений для виведення даних в графічній формі на папір.
Найчастіше це широкоформатний, струменевий принтер, зорієнтований на друк в декартовій системі координат аркушів формату А0, А1, А2, А3, А4 тощо різної товщини (від 80 г/м², ватманів, напів-ватманів тощо). Використовується для друку як у чорно-білому так і в кольоровому варіантах, креслень, схем, карт, рекламних плакатів, цінників великого формату (наприклад: на вікнах супермаркетів).
Особливості: великі об'єми чорнильниць, можливість підключення СНПЧ (Система Неперервної Подачі Чорнил) для ще більших обсягів друку, «гаряча» заміна чорнильниць та картриджа.
Також може бути обладнаний головкою з лезом, або спеціальним пером, а вивід інформації здійснюється шляхом нарізки матеріалу по кривим лініям (на оракалі, плівках для термічного перенесення тощо). Дані на плотер подаються з програм, призначених для роботи з векторною графікою (Corel Draw, Adobe Illustrator тощо)

## Плотерне різання
Плотерне різання — це технологія точного відтворення векторного комп'ютерного зображення на самоклейній плівці.
Використання плотерного різання: 

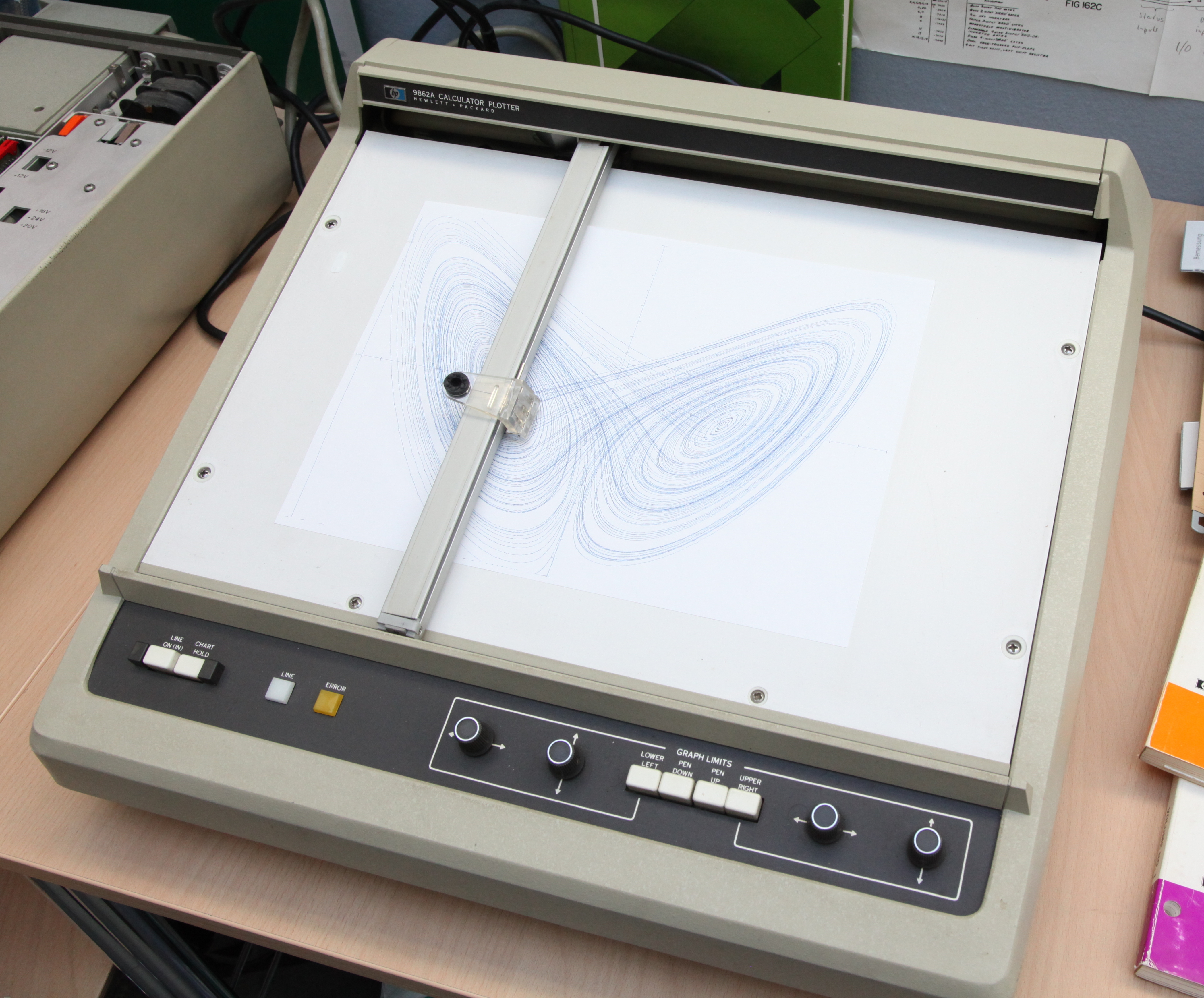
Настільний плотер

- інформаційні наклейки, стікери, кольорові колажі та аплікації
- оформлення та декорування вітрин
- оформлення мобільних виставкових, інформаційних стендів  (POS)
- оформлення рекламних вивісок
- оформлення офісних, інформаційних табличок
- реклама на транспорті
- оформлення торгових точок
- навігаційні наклейки на підлогу для торгових центрів, виставкових павільйонів
- оформлення та декорування стін, стель, меблі.